# Дезерт Даймонд-арена
Дезерт Даймонд-арена (англ. Desert Diamond Arena) — спортивно-развлекательный комплекс, расположенный в Глендейле (штат Аризона, США). Арена была построена в 2003 году и стоимость строительства составила 180 млн долларов. Арена являлась домашней для команды «Аризона Койотис» НХЛ с 2003 по 2022 годы. Арена находится напротив стадиона Университета Финикса, где играет свои домашние игры команда Национальной футбольной лиги «Аризона Кардиналс». Арена является частью проекта по развитию Вестгейт сити центра (англ. Westgate City Center), которую проводит Рон Елсенсон (англ. Ron Elsensohn). Этот проект включает в себя строительство торговых и развлекательных сооружений рядом с ареной. Кроме того, уже построены 320 комнатная гостиница Renaissance и Конференц центр.
В октябре 2006 года руководство арены заключило договор, согласно которому компания Jobing.com за 30 млн долларов купила права на название арены на срок 10 лет. 13 августа 2014 года этот договор был расторгнут. Вместо него был заключён контракт с Gila River Casinos принадлежащей индианской резервации Хила Ривер. Условия сделки не разглашались, однако CEO «Койотис» охарактеризовал её как «наиболее значимая сделка» в истории команды под руководством IceArizona. Таким образом, сообщество Хила Ривер стало первым индийским сообществом, купившим права на название стадиона одного из клубов главных профессиональных лиг США.